# Гургенідзе Маріам Хусейнівна
Маріам Хусейнівна Гургенідзе (1914, село Чаїсубані Батумського округу, тепер Хелвачаурський муніципалітет, Аджарія, Грузія — ?) — грузинська радянська діячка, колгоспниця колгоспу села Ахалсопелі Батумського району Аджарської АРСР. Депутат Верховної ради СРСР 5-го скликання.

## Життєпис
Народилася в селянській родині. Закінчила початкову школу.
З 1929 року працювала колгоспницею колгоспу села Чаїсубані Батумського району Аджарської АРСР. З 1935 року — колгоспниця колгоспу села Ахалсопелі Батумського району Аджарської АРСР. Була майстром високих урожаїв зеленого чайного листа.
Член ВКП(б) з 1941 року.
Обиралася заступником секретаря партійної організації колгоспу села Ахалсопелі Батумського району Аджарської АРСР.
Подальша доля невідома.

## Нагороди
- дві срібні медалі Всесоюзної сільськогосподарської виставки (1955, 1956)
- медаль